# آلیشیا رودز
آلیشیا رودز (به انگلیسی: Alicia Rhodes) (زادگاه منچستر، انگلستان) یک بازیگر فیلم پورنوگرافی است، وی تاکنون چندین بار برندهٔ جوایز فیلم‌های پورنوگرافی شده‌است.